# 196
Правління Луція Севера в Римській імперії. Громадянська війна.
У Китаї править династія Хань, в Індії — Кушанська імперія.

## Події
- Війська Септімія Севера захоплюють Візантій.
- Клодій Альбін переходить Галлію.

## Народились
Див. також Категорія:Народились 196

## Померли
Див. також Категорія:Померли 196
- Лю Хун (астроном)